# 新日本観光地100選
新日本観光地100選（しんにほんかんこうち100せん）とは、読売新聞の主催（日本国有鉄道後援、小西六写真工業協賛）で、1987年（昭和62年）3月に選定された100か所の日本の観光地。グループ旅行の4部門、ヤングカップル・ナイスミディ・ファミリー・フルムーンの各部門10位までを含む人気投票を行い、合計100か所を選定した。

## 新日本観光地100選の選定地

### 北海道
- 室蘭・地球岬 - ヤングカップル部門第1位
- 函館
- 江差・松前
- 大沼
- 釧路
- 阿寒

### 東北
- 十和田湖・八甲田（青森県・秋田県）
- 古牧温泉祭魚洞公園（青森県）
- 八戸（青森県）
- 下北半島（青森県）
- 上山温泉（山形県）
- 男鹿半島（秋田県）
- 鳥海山（山形県・秋田県）
- 田沢湖（秋田県）
- 最上川（山形県）
- いわき（福島県）
- 宮城蔵王（宮城県）
- 松島（宮城県）
- 花巻温泉郷（岩手県）
- 八幡平（岩手県・秋田県）

### 関東
- 日光（栃木県）
- 伊豆大島（東京都）
- 秩父（埼玉県）
- 長瀞（埼玉県）
- 奥久慈（茨城県・福島県）
- 水戸（茨城県）
- 湘南海岸（神奈川県）
- 大洗（茨城県）
- 横浜（神奈川県）
- 箱根（神奈川県）
- 鎌倉（神奈川県）
- 常陸太田（茨城県）
- 銚子・犬吠埼（千葉県）
- 草津・白根（群馬県）

### 甲信越
- 富士五湖（山梨県）
- 御岳・昇仙峡（山梨県）
- 石和温泉（山梨県）
- 清里・八ヶ岳（山梨県・長野県）
- 松本（長野県）
- 諏訪温泉（長野県）
- 南アルプス（山梨県・長野県）
- 美ヶ原高原（長野県）
- 乾徳山・西沢渓谷（山梨県）
- 安曇野（長野県）
- 上高地・北アルプス（長野県・岐阜県）
- 軽井沢（長野県）
- 佐渡（新潟県）

### 東海
- 日本平（静岡県）
- 三保の松原（静岡県）
- 飛騨高山（岐阜県）
- 富士山（静岡県・山梨県）
- 伊東温泉（静岡県）
- 白川郷（岐阜県）
- 奥飛騨温泉郷（岐阜県）
- 犬山・明治村・日本ライン（愛知県・岐阜県）
- 寸又峡（静岡県）
- 御前崎（静岡県）
- 熱海温泉（静岡県）
- 伊勢・二見（三重県）

### 北陸
- 金沢（石川県）
- 能登半島（石川県）
- 氷見（富山県）
- 和倉温泉（石川県）
- 立山（富山県）
- 黒部峡谷（富山県）
- 五箇山（富山県）
- 武生（福井県）

### 近畿
- 姫路（兵庫県）
- 京都（京都府）
- 生駒山（大阪府・奈良県）
- 串本（和歌山県）
- 白浜温泉（和歌山県）
- 奈良（奈良県）
- 那智・勝浦（和歌山県）
- 中辺路（和歌山県）
- 神戸（兵庫県）

### 中国
- 鳥取砂丘（鳥取県）
- 岩国（山口県）
- 尾道（広島県）
- 倉敷（岡山県）
- 津和野（島根県）
- 宮島（広島県）
- 広島（広島県）

### 四国
- 高松・屋島（香川県）
- 小豆島（香川県）
- 瀬戸大橋（香川県）
- 足摺岬（高知県）
- 松山・道後温泉（愛媛県）
- 日和佐（徳島県）

### 九州
- 長崎（長崎県）
- 別府（大分県）
- 湯布院温泉（大分県）
- 日南海岸（宮崎県）
- 長崎オランダ村（長崎県）
- 高千穂峡（宮崎県）
- 阿蘇（熊本県）
- 国東半島（大分県）
- 雲仙（長崎県）
- くじゅう（大分県・熊本県）
- 島原（長崎県）